# 幡谷正雄
幡谷 正雄（はたや まさお、1897年1月20日 - 1933年6月17日）は、日本の英文学者。
島根県浜田市顕正寺生まれ。1920年早稲田大学文学部英文科卒。坪内逍遙、島村抱月の指導を受ける。のち千葉師範学校で5年間教え、辞任後は雑誌「文芸研究」（1928）「イギリス文学」（バイロン社、1929）「日本女性」を編集した。

## 著書
- 『クリスマスカロル講義』健文社 1926

### 翻訳
- ウイリアム・イー・カースン『結婚之革命』共訳 大日本文明協会事務所 1921
- テニスン『イノック・アーデン』交蘭社 1924
- 『バイロン詩集』新潮社 1924
- ディケンズ『クリスマス・カロル』嶺光社 1925
- 『ゲエテ小曲集』交蘭社 1925
- スコット『湖上の美人』交蘭社 1925
- バイロン『シヨンの囚人』訳註 健文社 英文学名著選 1925
- 『テニスン小曲集』交蘭社 泰西小曲選集　1925
- ラム『焼豚の話 附・夢子供』健文社 英文学名著選 1925
- コナン・ドイル『緑玉冠事件』健文社 英文学名著選 1925
- シング『海へ乗り行く者』健文社 英文学名著選 1926
- ポウ『アツシヤ家の没落』訳註 健文社 英文学名著選 1926
- ギツシング『貧乏紳士』訳註 健文社 英文学名著選 1926
- ラム『マクベス 沙翁物語』訳註 健文社 英文学名著選 1926
- アアヴイング『リツプ・ヴァン・ウインクル』訳註 健文社 英文学名著選 1926
- ロングフエロウ『イヷンヂエリン』新潮社 1927
- 『ウイリアム・ブレイク』訳 新生堂 1927
- 『ブレイク詩集』新潮社 1927
- 『ワアヅワス詩集』新潮社 1927
- ラム『エリア随筆講義 全訳』訳註 健文社 1929
- 『バイロン詩集』新潮社 新潮文庫 1933
- ラム『続・エリア随筆講義』訳註 英文学講義叢書 健文社 1934